# Mykoła Fomin
Mykoła Wasylowycz Fomin (ukr. Микола Васильович Фомін, ros. Николай Васильевич Фомин, Nikołaj Wasiljewicz Fomin; ur. 1909 w Charkowie, Imperium Rosyjskie, zm. 1974 w Charkowie) – ukraiński piłkarz, grający na pozycji prawego pomocnika, reprezentant ZSRR, trener piłkarski.

## Kariera piłkarska

### Kariera klubowa
Wychowanek klubu Sztandart Charków (od 1916). Karierę piłkarską rozpoczął w 1920 w miejscowej drużynie Diana Charków, skąd w 1922 przeszedł do OLS Charków, a w 1923 do KFK Charków. W 1928 został zaproszony do Dynama Charków. Ukończył karierę piłkarską w Spartaku Charków w 1938.

### Kariera reprezentacyjna
30 lipca 1933 zadebiutował w radzieckiej reprezentacji w spotkaniu towarzyskim z Turcją przegranym 1:2, chociaż wtedy te mecze były nieoficjalne tak jak dopiero w 1946 Związek Piłki Nożnej ZSRR wstąpił do FIFA. Również występował w reprezentacjach miasta Charkowa (1926–1935) i Ukraińskiej SRR (1926–1933). Kapitan reprezentacji Charkowa w latach 1928–1933.

## Kariera trenerska
Po zakończeniu kariery piłkarskiej w latach powojennych trenował Dynamo Charków, a potem inne drużyny Charkowa. W 1974 zmarł w wieku 65 lat.

## Sukcesy i odznaczenia
- Wicemistrz ZSRR:

1928
- Brązowy medalista Mistrzostw ZSRR:

1935
- Mistrz Ukraińskiej SRR:

1927, 1928, 1932, 1934
- Nagrodzony tytułem Zasłużonego Mistrza Sportu ZSRR w 1936.